# Hugh Lucas-Tooth
Hugh Vere Huntly Duff Munro-Lucas-Tooth, 1er baronnet (13 janvier 1903-18 novembre 1985), né et baptisé Hugh Vere Huntly Duff Warrand est un homme politique conservateur écossais. Élu au parlement en 1924 à l'âge de 21 ans, il est le premier député britannique à être né au XXe siècle.

## Famille
Il est le fils d'Hugh Munro Warrand (8 juillet 1870-11 juin 1935, marié le 24 avril 1901), major dans le 3e bataillon des Queen's Own Cameron Highlanders, et fils d'Alexander John Cruikshank Warrand of Bught, Inverness-shire.
La mère de Warrand, Beatrice Maude Lucas Lucas-Tooth (décédée le 25 juin 1944) est une fille de Robert Lucas-Tooth, 1er baronnet. L'arrière-grand-père de Warrand est Robert Tooth, un éminent homme d'affaires australien. Son frère Selwyn John Power Warrand (6 février 1904 - 24 mai 1941), épouse le 25 mars 1933 Frena Lingen Crace, fille d'Everard Crace, de Canberra, et a deux enfants.
Selwyn John Power Warrand est un commandant au service de la Royal Navy, combat pendant la Seconde Guerre mondiale et est tué au combat à bord du HMS Hood et sa veuve se remarie en 1947 avec Henry Richard Charles Humphries. Sa sœur Beatrice Helen Fitzhardinge Warrand (née en 1908), épouse le 27 septembre 1941 un autre vétéran de la Seconde Guerre mondiale, le lieutenant-colonel Lyndall Urwick, fils d'Henry Urwick de Malvern, Worcestershire.

## Biographie
Warrand fait ses études au Collège d'Eton et est diplômé du Balliol College en 1924 avec un baccalauréat ès arts. Il prend le nom de Hugh Vere Huntly Duff Lucas-Dent de Teanich par licence royale en 1920 quand il hérite, à l'âge de dix-sept ans, du titre de baronnet de son grand-père maternel, le premier baronnet, dont les trois fils sont morts dans la Première Guerre mondiale. Il est créé 1er baronnet Lucas-Tooth, de Bught, comté d'Inverness, dans le baronetage du Royaume-Uni le 1er décembre 1920, avec un reste spécial aux héritiers mâles de sa mère.
Lucas-Tooth est élu pour la première fois à la Chambre des communes lors des élections générales de 1924 comme député conservateur de l'île d'Ely d'octobre 1924 à mai 1929. À 21 ans, il est le plus jeune député, connu sous le nom de « Bébé de la Chambre ». Il est secrétaire parlementaire privé d'Arthur Samuel, Secrétaire au Commerce extérieur. Lucas-Tooth est admis au barreau en 1933 du Lincoln's Inn habilité à exercer la profession d'avocat. Il est également lieutenant-colonel au service des Queen's Own Cameron Highlanders.
Au cours des années 1930, Lucas-Tooth aide à établir le gymnase Lucas-Tooth à Tooley Street dans le sud de Londres au profit des hommes sans emploi des bassins houillers du nord et des régions sans emploi .
Il est battu aux élections générales de 1929 par le candidat libéral Jimmy de Rothschild. Lucas-Tooth se présente de nouveau au parlement lors des élections générales de 1945 pour Hendon South, et est élu, prenant son siège en juillet 1945. Il conserve le siège lors des élections générales ultérieures jusqu'en 1970 et est sous-secrétaire d'État parlementaire au ministère de l'Intérieur entre février 1952 et décembre 1955.
Le 3 février 1965, Lucas-Tooth change son nom une fois en Hugh Vere Huntly Duff Munro-Lucas-Tooth de Teaninich, pour refléter le lairdship écossais Munro de Teaninich.
Il prend sa retraite du Parlement aux élections générales de 1970.

## Mariage et descendance
Il épouse le 10 septembre 1925 Laetitia Florence Findlay (décédée en 1978), fille de Sir John Ritchie Findlay, 1er baronnet, d'Aberlour ; le couple a trois enfants, Laetitia (née en 1926), Jennifer (née en 1929) et Hugh (né en 1932). Hugh succède à son père en tant que baronnet.